# 麻酔器

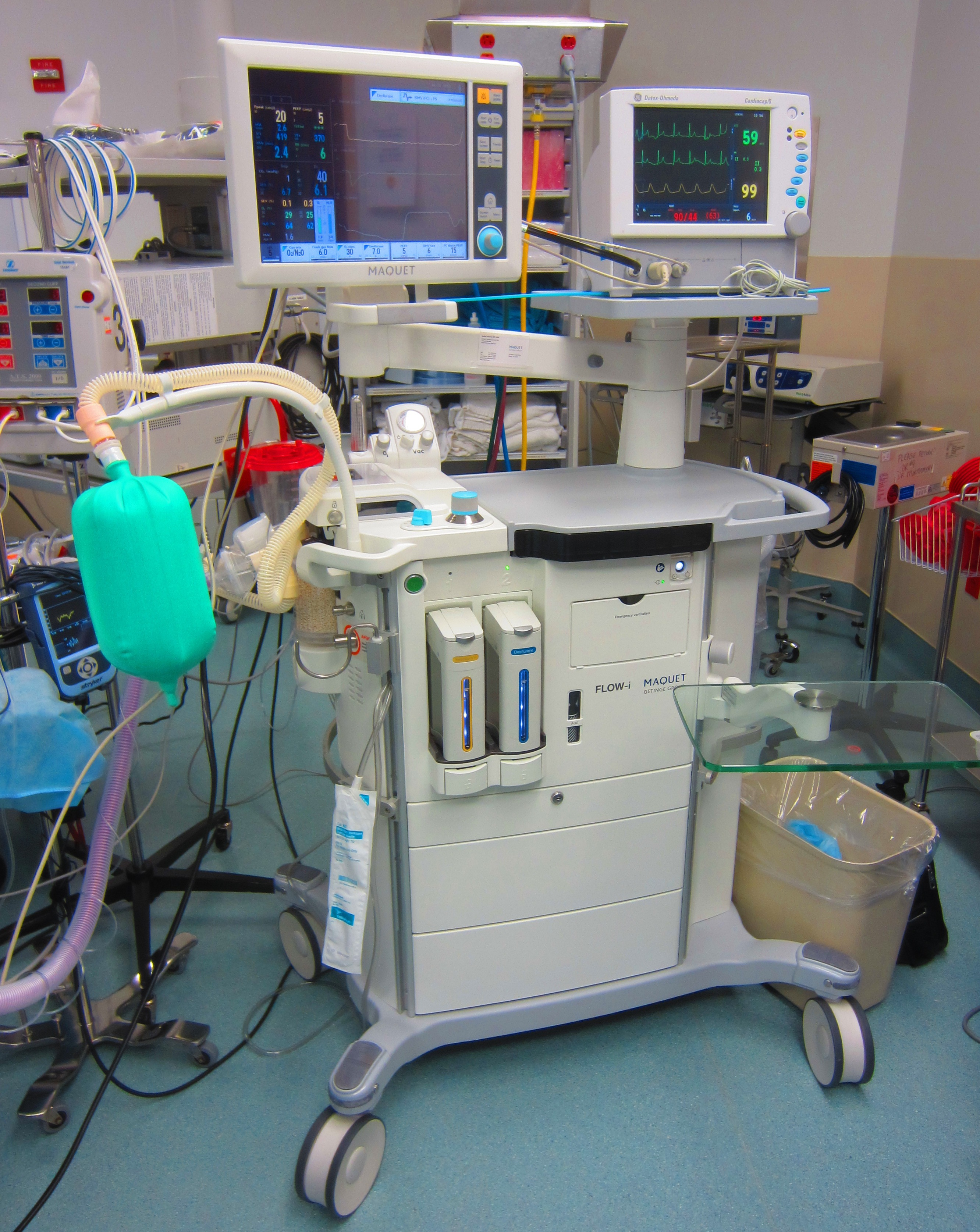
モニター一体型の麻酔器。

麻酔器（ますいき、英:Anaesthetic machine）とは、手術において患者の呼吸管理と麻酔管理を行う医療機器である。

## 歴史
麻酔器の歴史は1840年代、モートンが初のエーテル麻酔の公開実験で使用したエーテル吸入器に始まる。当時の麻酔器はエーテルの入った容器に弁と吸気用の管を取り付け、吸気にエーテル蒸気が混合されるようにするというものだった。その後100年の間に麻酔薬の濃度調整を行う機構や、亜酸化窒素や酸素を麻酔ガスに混合する機構、排出麻酔ガスを再利用する機構などが開発され、それらの精度も向上していった。近年ではモニタリング機器や麻酔記録装置を搭載した複合型の麻酔器も登場している。

## 構造
現在利用されている麻酔器の多くは主にガス供給部と呼吸回路部から構成され、それらにモニタリング機器などが付属する。

### ガス供給部
中央配管またはボンベから供給される酸素、亜酸化窒素、空気と、気化器で気化したセボフルラン、デスフルランなどの揮発性吸入麻酔薬を混合し、流量を調節して麻酔器に供給する。

### 呼吸回路部
人工呼吸器（ベンチレーター）や呼吸バッグ（リザーバーバッグとも呼ばれる）によって人工呼吸を行う（写真左の緑の袋）。ガス供給部から送られる麻酔ガスを吸気として患者へ送りこむ。患者の呼気は二酸化炭素吸収装置（キャニスタ）を通して再び吸気へ循環させ、余剰のガスは半閉鎖弁（APL弁）を通して排出する。

### 気化器
麻酔器には揮発性麻酔薬専用の気化器が備え付けられている。酸素、空気、亜酸化窒素の一部を気化室に取り込み、揮発性麻酔薬で飽和し、一定の濃度を維持する仕組みになっている。揮発性麻酔薬の濃度は気化器のダイヤルで調節する。麻酔薬の飽和蒸気圧は温度で変化するため、濃度を一定に保つための補助装置がついている。

### モニタリング機器
患者の状況をモニタリングし、ディスプレイに表示する。呼吸系では呼気中の二酸化炭素分圧、経皮的酸素飽和度、換気量など、循環系では心拍数、血圧、心電図などがモニタリングされる。

## 安全のための機能
手術は術式によっては多量の出血が伴い、術中に患者の容態が急変する可能性がある。また、全身麻酔下の患者は自発呼吸が停止しており、麻酔器の人工呼吸によって生命を維持しているため、麻酔器のトラブルは患者の死に繋がる。これらのトラブルに対処し、また未然に防ぐために、現在の麻酔器にはさまざまな機能が備わっている。
- 酸素などのガスの接続部はガスの種類によって形状が異なり、これにより誤接続を防止している（フールプルーフ）。
- 心拍数、血圧の異常や無呼吸などを検知するとアラームで知らせる。
- 中央配管から壁面、天井から供給される酸素の供給圧は392±48kPaで、亜酸化窒素、空気より30kPa程度高くなっている。これは麻酔器内で不具合が起きても、酸素が優先的に供給されるための安全対策である。
- ガス供給ラインには酸素供給圧低下警報装置が組み込まれており、麻酔器により異なるが、供給圧がそのレベルより低下するとアラームが鳴り、亜酸化窒素の供給が遮断される。
- 酸素フラッシュ弁が備えられており、ボタンを押すことにより、弁が開き、40～60L/分で酸素が中央配管またはボンベより直接酸素が麻酔回路に供給されるようになっている。